# Kuniwo Nakamura

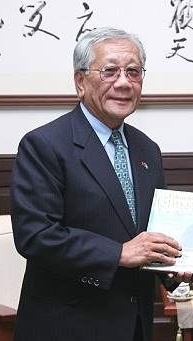
Kuniwo Nakamura, 2007

Kuniwo Nakamura (japanisch 中村 國雄 Nakamura Kunio; * 24. November 1943; † 14. Oktober 2020) war ein palauischer Politiker mit japanischen Wurzeln. Er war Präsident von Palau von 1993 bis 2001.
Vor seiner Amtszeit als Staatspräsident von Palau hatte er das Amt des Vizepräsidenten des Inselstaates von 1988 bis 1993, also eine Amtsperiode, inne. Von 1993 bis 2001 regierte er das Land als Staatsoberhaupt, bis er sein Amt am 1. Januar 2001 zugunsten seines Nachfolgers Tommy Remengesau niederlegte.
Nakamura ist der Sohn japanischer Einwanderer.